# Яворовская городская община
Яворовская городская общи́на (укр. Яворівська міська громада) — территориальная община в Яворовском районе Львовской области Украины.
Административный центр — город Яворов.
Население составляет 52 547 человек. Площадь — 849 км².

## Населённые пункты
В состав общины входит 1 город (Яворов), 2 посёлка (Краковец и Немиров) и 79 сёл:
- Божья Воля
- Борисы
- Брожки
- Бунов
- Вахулы
- Великие Макары
- Вербляны
- Высоч
- Вижомля
- Вийтивщина
- Волчья Гора
- Воля
- Воля Любинская
- Вороблячин
- Глинец
- Глиницы
- Гораец
- Грушев
- Дацки
- Дебри
- Дернаки
- Дрогомышль
- Завадов
- Залужье
- Зарубаны
- Иваники
- Калиновка
- Калытяки
- Карпы
- Ковали
- Колоницы
- Коты
- Кохановка
- Липина
- Липовец
- Лесок
- Луг
- Лужки
- Любини
- Мельники
- Морьянцы
- Нагачев
- Наконечное Второе
- Наконечное Первое
- Новый Яр
- Новины
- Новосёлки
- Оселя
- Пазиняки
- Передворье
- Песоцкий
- Порубы
- Поруденко
- Принада
- Ришин
- Рогозно
- Росновка
- Руда
- Руда-Краковецкая
- Салаши
- Сарны
- Свидница
- Семировка
- Середина
- Середкевичи
- Слободяки
- Смолин
- Сопот
- Старый Яр
- Хляны
- Цетуля
- Цеповки
- Чернилява
- Черчик
- Чернокунцы
- Шавары
- Шутова
- Щеплоты
- Щеглы